# Spinorea gilliesi
Spinorea gilliesi is een haft uit de familie Ephemerellidae. De wetenschappelijke naam van de soort is voor het eerst geldig gepubliceerd in 1963 door Allen & Edmunds.
De soort komt voor in het Oriëntaals gebied.